# Chandon
Chandon – miejscowość i gmina we Francji, w regionie Owernia-Rodan-Alpy, w departamencie Loara.
Według danych na rok 1990 gminę zamieszkiwało 1 296 osób, a gęstość zaludnienia wynosiła 105 osób/km² (wśród 2880 gmin regionu Rodan-Alpy Chandon plasuje się na 643. miejscu pod względem liczby ludności, natomiast pod względem powierzchni na miejscu 950.).